# Бородинская улица (Санкт-Петербург)
Бороди́нская у́лица — улица в Центральном и Адмиралтейском районах Санкт-Петербурга. Проходит от набережной реки Фонтанки до Загородного проспекта.

## История названия

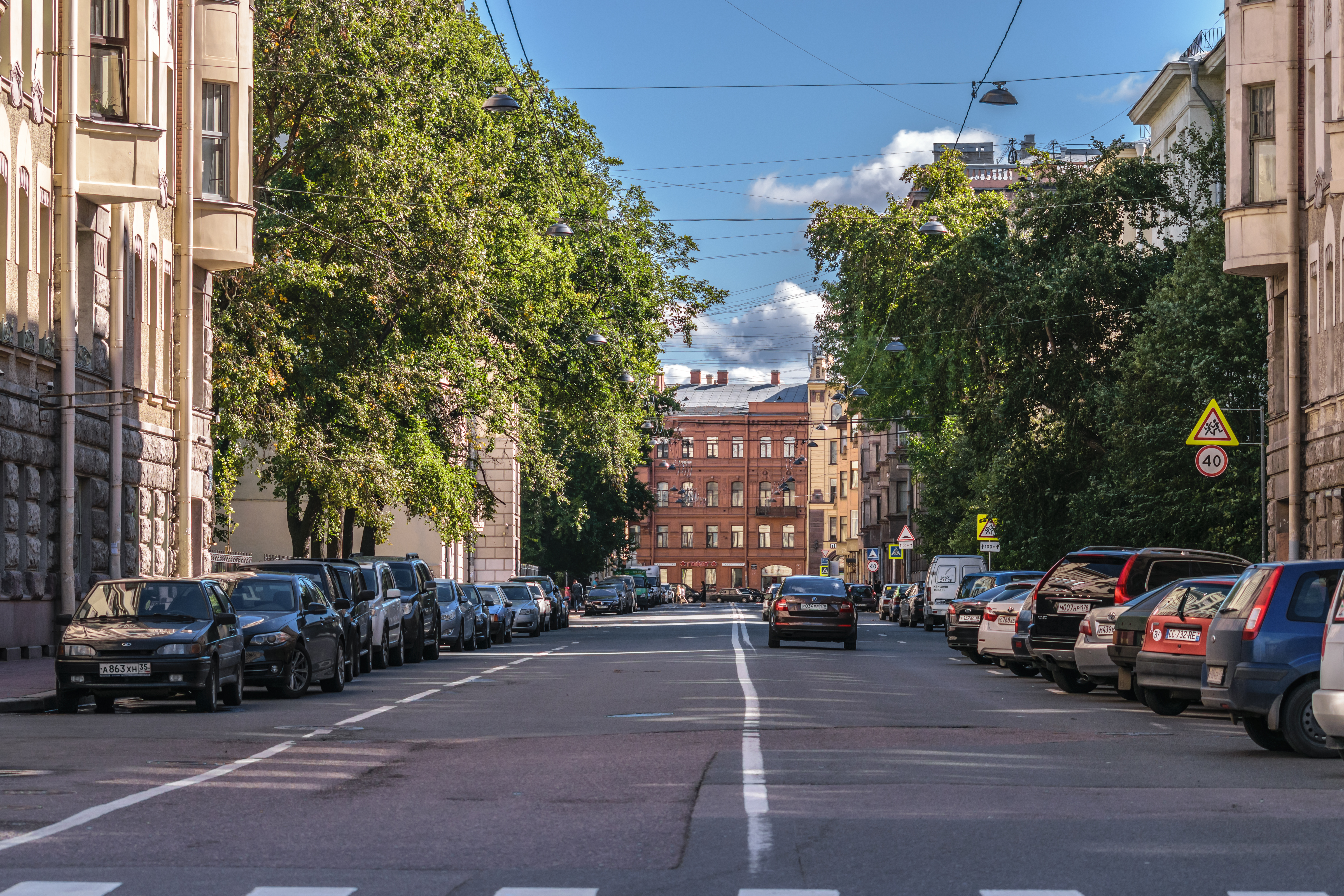
Вид с Набережной реки Фонтанки

Современное название Бородинская улица присвоено 16 апреля 1887 года, по селу Бородино в ряду других улиц Московской полицейской части, наименованных по населённым пунктам Московской губернии.

## История
На месте улицы располагались переведенные в столицу из Ямбурга стекольные заводы, производившие и хрустальную посуду для царского двора, и обыкновенную стеклянную продукцию. Изготовление оконного стекла в Петербурге удешевляло его и, следовательно, делало более доступным для горожан, но несмотря на это в 1753 году (по другой информации — в 1755 году) вышло высочайшее повеление — перевести стекольные заводы обратно в Ямбург; в качестве причины указывалась их пожароопасность для окружающих строений. До выполнения высочайшего повеления дело не дошло и завод просуществовал на этом месте до 1774 года, когда все постройки предприятия были «распроданы на снос».
Проложенная в начале XX века, улица началась с постройки по проекту архитектора Н. К. Прянишникова угловых доходных домов-пропилеев 12 и 15 (1909—1910 годы). Как отмечает В. Г. Исаченко, это была оставшаяся незавершённой попытка проектирования единого ансамбля улицы в стиле модерн.

## Примечательные здания и сооружения

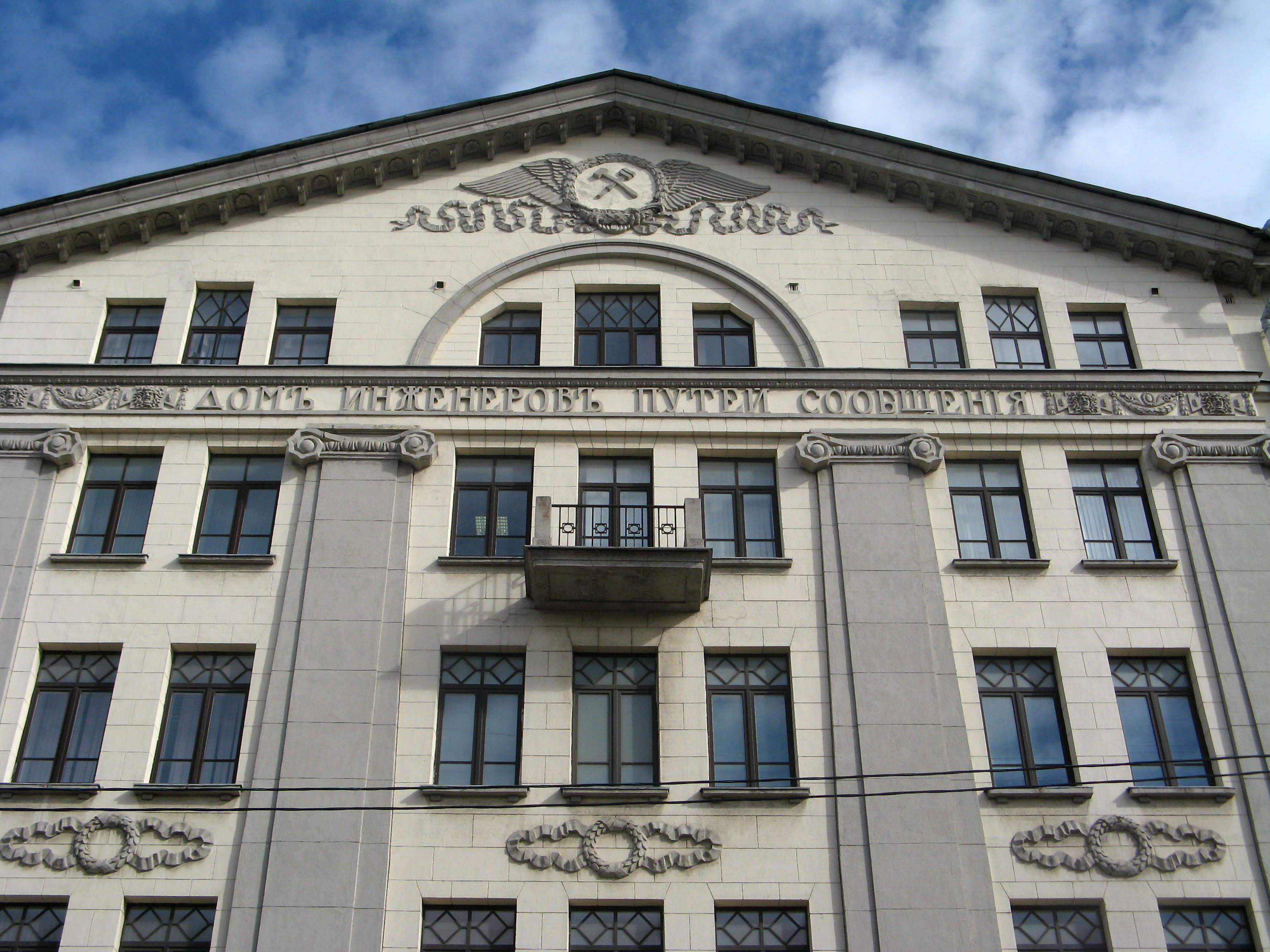
Здание Общества инженеров путей сообщения

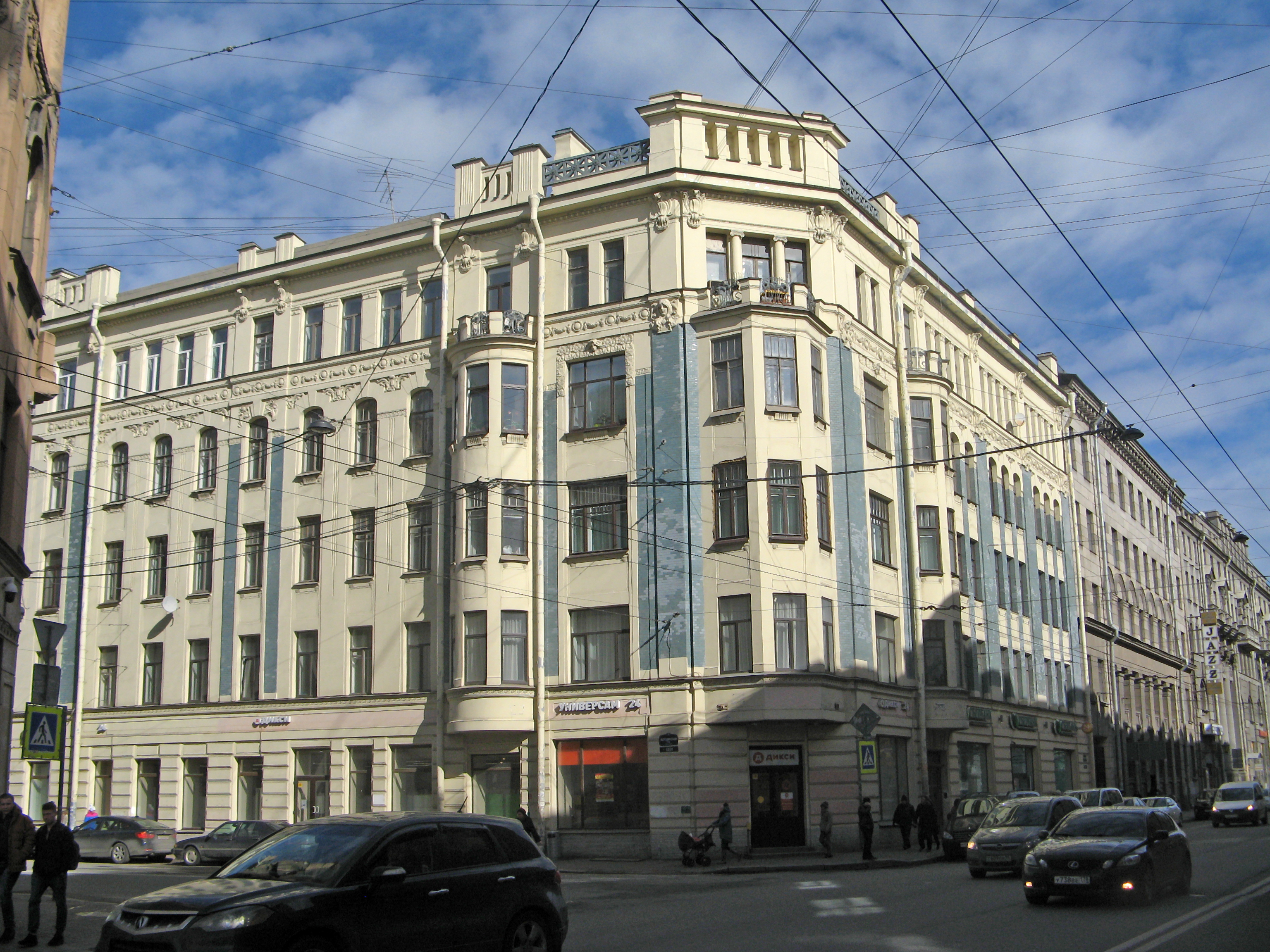
Доходный дом Санкт-Петербургского Мещанского общества (№ 12)

- Дома 1 и 2 — 1911—1912 год, архитектор Н. К. Прянишников.
- Дом 6 был возведён в 1912—1913 годах по проекту А. А. Барышникова как Дом инженеров путей сообщения. Сейчас в нём располагается Техникум железнодорожного транспорта.  7831539000
- Дом 8/10 был построен в 1936 году по проекту архитектора А. П. Вайтенса под школу № 308 им. И. П. Павлова.
- Дом 9 — в этом здании в 1929—1936 годах жил композитор И. О. Дунаевский.
- Дом 13 был построен в 1934—1936 годах по проекту архитектора А. А. Оля в качестве дома театральных работников. В нём жили актёры К. В. Скоробогатов, В. Я. Софронов, А. И. Лариков, В. П. Полицеймако, П. А. Серебряков (на доме установлена мемориальная доска).
- Дом 12, 15 — доходные дома Санкт-Петербургского Мещанского общества, 1909—1910 гг., архитекторы Н. К. Прянишников, Г. А. Косяков.  7831538000

### Прочее
По адресу дом 3 находится подстанция «Ленэнерго». Она была отремонтирована в сентябре 2007 года, инвестиции составили более 80 млн рублей.